# Songs in the Key of Life
Songs in the Key of Life (englisch für Songs in der Tonart des Lebens) ist das achtzehnte Studioalbum des US-amerikanischen Musikers Stevie Wonder. Es erschien im September 1976 bei Motown, erreichte Platz eins der Billboard 200 und wurde zu seinem erfolgreichsten Album.

## Entstehung
Es war das letzte in einer Reihe von fünf Alben, die als die „klassische Periode“ von Wonder gelten, zusammen mit Music of My Mind, Talking Book, Innervisions und Fulfillingness' First Finale. Es handelt sich um ein sehr ambitioniertes Album, an dem 130 Musiker mitwirkten, und das bestverkaufte in seiner Karriere. Musikalisch wurde er durch renommierte Künstler wie Michael Sembello, den damals erst 19-jährigen Gregory Phillinganes, George Benson und Herbie Hancock unterstützt. Die Aufnahmen zum Album nahmen zwei Jahre in Anspruch.
Getextet, komponiert und produziert wurden fast alle Songs von Wonder. Have a Talk with God schrieb es zusammen mit Calvin Hardaway, Saturn mit Michael Sembello und Black Man und Village Ghetto Land mit Gary Byrd.

## Veröffentlichung
Songs in the Key of Life wurde am 27. September 1976 bei Motown veröffentlicht. Das Album erschien in seiner Originalausführung als Doppel-LP mit 17 Titeln und der EP A Something’s Extra, die vier weitere Titel enthält. Die Bonus-EP liegt nicht allen internationalen LP-Veröffentlichungen bei. Die MC-Version umfasst zwei Kassetten, die Songs von A Something’s Extra sind auf der C- und D-Seite enthalten. 1984 erschien erstmals eine CD-Version auf zwei Discs (12+9 Tracks). Am 5. Mai 2000 veröffentlichte Motown ein Remaster als Doppel-CD (10+11 Tracks). 2011 erschien das Album mit allen 21 Songs auf einer SACD, eine Version auf Blu-ray Disc folgte 2013.

## Titelliste

### Original-LP
Bis auf die gekennzeichneten Ausnahmen stammen alle Songs aus der Feder von Stevie Wonder.
Seite 1
1. Love’s in Need of Love Today – 7:05
2. Have a Talk with God (Wonder, Calvin Hardaway) – 2:42
3. Village Ghetto Land (Wonder, Gary Byrd) – 3:25
4. Contusion – 3:45
5. Sir Duke – 3:54
Seite 2
6. I Wish – 4:12
7. Knocks Me Off My Feet – 3:36
8. Pastime Paradise – 3:27
9. Summer Soft – 4:14
10. Ordinary Pain – 6:23
Seite 3
11. Isn’t She Lovely – 6:34
12. Joy Inside My Tears – 6:29
13. Black Man (Wonder, Byrd) – 8:29
Seite 4
14. Ngiculela – Es Una Historia – I Am Singing – 3:48
15. If It’s Magic – 3:12
16. As – 7:08
17. Another Star – 8:28
A Something’s Extra (Seite 1)
18. Saturn (Wonder, Michael Sembello) – 4:53
19. Ebony Eyes – 4:08
A Something’s Extra (Seite 2)
20. All Day Sucker – 5:05
21. Easy Goin’ Evening (My Mama’s Call) – 3:56

## Mitwirkende
- Stevie Wonder – Gesang, Piano, Fender Rhodes, Clavinet, Synthesizer, Mundharmonika, Talkbox, Schlagzeug, Handclap, Perkussion
- Michael Sembello – Lead-Gitarre (Titel 4,5,10,18,20)
- Sneaky Pete Kleinow – Pedal-Steel-Gitarre (19)
- George Benson – Gitarre, Begleitgesang (17)
- Ronnie Foster – Orgel (9)
- Herbie Hancock – Fender Rhodes, Handclap (16)
- Dean Parks – Gitarre (16)
- Greg Phillinganes – Keyboards (4,11,12,18)
- W. G. Snuffy Walden – Lead-Gitarre (20)
- Nathan Watts – Bass (4-6,16,17,19,21), Perkussion (14), Handclap (16)
- Greg Brown – Schlagzeug (16)
- Raymond Lee Pounds – Schlagzeug (4,5,6)
- Hank Redd – Altsaxophon (5,6,10,13,17)
- George Bohanon – Posaune (13)
- Ben Bridges – Rhythmusgitarre (4,5,9,18,20)
- Dorothy Ashby – Harfe (15)
- Bobbi Humphrey – Flöte (17)
- Steve Madaio – Trompete (5,6,13,17)
- Trevor Lawrence – Tenorsaxophon (5,6,17)
- Glenn Ferris – Posaune (13)
- Jim Horn – Saxophon (19)
- Susaye Greene – Begleitgesang (12)
- Mary Lee Whitney – Begleitgesang (10,16)
- Carolyn Dennis – Begleitgesang (20)
- Josie James – Begleitgesang (4,17)
- Eddie „Bongo“ Brown – Perkussion (1)
- Renee Hardaway – Begleitgesang (6,14)
- Nathan Alford, Jr. – Perkussion (17)
- Bobbye Hall – Perkussion (8)
- Colleen Carleton – Handclap (11)
- Yolanda Simmons – Handclap (16)
- Larry “Nastee” Latimer – Perkussion (9)
- Marietta Waters – Perkussion (14)
- Josette Valentino – Handclap (11,16), Perkussion (14)
- Dave Henson – Handclap (11,16)
- Amale Mathews – Perkussion (14)
- Edna Orso – Handclap (11)
- Carole Cole – Handclap (11)
- Brenda Barett – Handclap (11)
- Shirley Brewer – Begleitgesang (4,10,14), Handclap (11)
- Michael Gray – Begleitgesang (4)
- Charles Brewer – Perkussion (14)
- John Fischbach – Perkussion (14)
- Nelson Hayes – Handclap (11), Perkussion (14)
- Carmello Hungria Garcia – Timbales (17)
- Raymond Maldonado – Trompete (5,6,17), Perkussion (8)
- Don Hunter – Soundeffekte
- Larry Scott – Soundeffekte
- John Harris – Soundeffekte
- West Angeles Church of God Choir (Track 8)
  - Addie Cox
  - Ethel Enoex
  - Jacqueline F. English
  - Carolyn Johnson
  - Phillip Kimble
  - James Lambert
  - Lonnie Morgan
  - Dennis Swindell
  - Rosona Starks
  - Sheryl Walker
  - Michael Wycoff
- Al Fann Theatrical Ensemble, Harlem (Track 13)
  - Sudana Bobatoon
  - Berry Bridges
  - Cecelia Brown
  - Gary Byrd
  - Al Fann
  - Barbara Fann
  - Shelley Fann
  - Mildred Givens
  - Mi Mi Green
  - Adrian James
  - Pat Johnson
  - Willie Moore
  - Larri Nuckens
  - Gary Veney
  - Henry America
  - Linda America
  - Starshemah Bobatoon
  - Khalif Bobatoon
  - Jean Brown
  - Rodney Brown
  - Doé Rain Edwards
  - Al Jocko Fann
  - Melani Fann
  - Tracy Fann
  - Susie Fuzzell
  - Audrey Givens
  - Antonio Givens
  - Anthony Givens
  - Derrick Givens
  - Jeania Harris
  - Troy Harris
  - Calvin Johnson
  - Irma Leslie
  - Carl Lockhart
  - Gail Lockhart
  - Kim Lewis
  - Carolyn Massenburg
  - Kim Nixon
  - Lisa Nixon
  - Gwen Perry
  - Gregory Rudd
  - Keith Slaughter
- Baradras (Track 8)
  - Agnideva Dása
  - Duryodhana Guru Dása
  - Jayasacînandana Dása
  - Jitamrtyu Dása
  - Vedavyâsa Dása
  - Cinmayi Dasi
  - Yogamaya Dasi
  - Bhakta Eddie
  - Bhakta Gregory
  - Bhakta Kevin
  - Rukmini
- Begleitgesang (Track 10)
  - Terry Hendricks
  - Madelaine Jones
  - Linda Lawrence
  - Charity McCrary
  - Linda McCrary-Campbell
  - Minnie Riperton
  - Sundray Tucker
  - Deniece Williams
  - Syreeta Wright

## Rezeption

### Rezensionen
Es wurde von The Village Voice zum Album des Jahres gekürt. Das Magazin People bezeichnete das Doppelalbum als „endgültige Bestätigung seines überwältigenden Talentes“, Melody Maker nannte es „eine der absolut unverzichtbaren Platten des Jahres“, Alexander Gorkow von der Süddeutschen Zeitung schrieb 2010 von einer Definition der „schwarze(n) Musik der Gegenwart …, dass man von einem schwarzen Opus Magnum sprechen kann, wie es in der populären Musik des 20. Jahrhunderts vor allem seit Duke Ellington kein zweites gibt“.
Elton John sagte über das Album:

„Lassen Sie es mich so sagen: Wo auch immer ich auf der Welt bin, nehme ich immer eine Kopie von Songs in the Key of Life mit. Für mich ist es das beste Album, das je gemacht wurde, und ich bin immer noch beeindruckt, wenn ich es höre.“

### Bestenlisten
- Der Rolling Stone wählte Songs in the Key of Life 2003 auf Platz 56, 2012 auf Platz 57 und 2020 auf Platz 4 der 500 besten Alben aller Zeiten.[11][12]
- In der Rangliste der 500 besten Alben aller Zeiten des New Musical Express erreichte es Platz 172.[13]
- Pitchfork wählte As auf Platz 86 der 200 besten Songs der 1970er Jahre.[14]
- In der Auswahl der 200 besten Alben aller Zeiten von Uncut belegt Songs in the Key of Life Platz 49.[15]
- Das Magazin Time nahm es in die Aufstellung der 100 wichtigsten Alben auf.[16]
- Songs in the Key of Life gehört zu den 1001 Albums You Must Hear Before You Die.

### Preise
Das Album wurde 1977 mit einem Grammy in den Kategorien Beste männliche Gesangsdarbietung (Pop), Beste männliche Gesangsdarbietung (R&B) und Album des Jahres ausgezeichnet, außerdem erhielt Wonder die Auszeichnung als Bester Produzent. 2002 wurde das Album in die Grammy Hall of Fame aufgenommen. 2005 erfolgte die Aufnahme in die National Recording Registry der Library of Congress.

## Kommerzieller Erfolg

### Chartplatzierungen
Das Album avancierte zum Nummer-eins-Erfolg in den Niederlanden und den US-amerikanischen Billboard 200. In den Vereinigten Staaten war es das erste Album der Geschichte, das in der ersten Verkaufswoche die Chartspitze erreichte und stellte einen weiteren Rekord dadurch auf, dass es sich 44 Wochen in den Top 40 hielt.
| ChartsChartplatzierungen       | Höchstplatzierung | Wochen/ Monate |
| ------------------------------ | ----------------- | -------------- |
| Deutschland (GfK)              | 23 (11 Mt.)       | 11 Mt.         |
| Österreich (Ö3)                | 15 (1 Mt.)        | 1 Mt.          |
| Vereinigte Staaten (Billboard) | 1 (80 Wo.)        | 80 Wo.         |
| Vereinigtes Königreich (OCC)   | 2 (62 Wo.)        | 62 Wo.         |

| ChartsJahrescharts (1977) | Platzierung |
| ------------------------- | ----------- |
| Deutschland (GfK)         | 34          |

### Auszeichnungen für Musikverkäufe
2005 erhielt Songs in the Key of Life für über zehn Millionen verkaufte Exemplare eine Diamante Schallplatte der Recording Industry Association of America.
| Land/Region                  | Auszeichnungen für Musikverkäufe (Land/Region, Auszeichnung, Verkäufe) | Verkäufe   |
| ---------------------------- | ---------------------------------------------------------------------- | ---------- |
| Australien (ARIA)            | Platin                                                                 | 50.000     |
| Frankreich (SNEP)            | Gold                                                                   | 100.000    |
| Kanada (MC)                  | 2× Platin                                                              | 200.000    |
| Vereinigte Staaten (RIAA)    | Diamant                                                                | 10.000.000 |
| Vereinigtes Königreich (BPI) | Platin                                                                 | 600.000    |
| Insgesamt                    | 1× Gold · 4× Platin · 1× Diamant ·                                     | 10.950.000 |

Hauptartikel: Stevie Wonder/Auszeichnungen für Musikverkäufe

## Coverversionen
Mehrere Titel von Songs in the Key of Life wurden gecovert oder gesampelt.
- Love’s In Need of Love Today: Aufgenommen von Joan Osborne auf dem Coveralbum How Sweet It Is.
- Have a Talk With God: Sample von Snoop Dogg auf seinem Lied Conversations (2006).
- Contusion: Gemixt mit anderen Titel auf dem Song von Venetian Snares, Banana Seat Girl (2002).
- I Wish: Aufgenommen von Will Smith mit anderem Text für den Film Wild Wild West.
- Isn’t She Lovely: Ein UK-Top-Ten-Hit von David Parton im Jahr 1977.
- Pastime Paradise: Aufgenommen von Ray Barretto und als Gangsta’s Paradise von Coolio (1995) gesamplet, dessen Version wiederum von Weird Al Yankovic als Amish Paradise (1996) parodiert. Es wurde auch von Patti Smith auf ihrem Coveralbum Twelve (2007) interpretiert.
- Knocks Me Off My Feet: Luther Vandross (1996) und von Donnell Jones (1996).
- Village Ghetto Land: Gecovert von George Michael und Warren G als Ghetto Village.
- As: Michael Bolton (2001), auch als erfolgreiches Duett von George Michael und Mary J. Blige (1998). 1977 vom Jazz-Pianisten Gene Harris auf seinem beim Blue Note Label erschienenen Album Tone Tantrum interpretiert.
- Sir Duke: Wise Guys auf deren Album Haarige Zeiten.